# Tarot Classics
Tarot Classics — міні-альбом флоридського інді-рок-гурту Surfer Blood, випущений 25 жовтня 2011 року під лейблом Kanine Records. Це — останній реліз гурту під цим лейблом.

## Сприйняття
Міні-альбом Tarot Classics отримав загалом позитивні відгуки від музичних критиків.

## Список композицій
Авторами всіх пісень є Джон Пол Піттс, Томас Фекет, Тайлер Шварц та Кевін Вільямс, за винятком зазначених.
| #  | Назва                                                       | Тривалість |
| -- | ----------------------------------------------------------- | ---------- |
| 1. | «I'm Not Ready» (Джон Пол Піттс, Томас Фекет, Тайлер Шварц) | 4:24       |
| 2. | «Miranda»                                                   | 3:03       |
| 3. | «Voyager Reprise»                                           | 4:26       |
| 4. | «Drinking Problem»                                          | 3:50       |
| 5. | «Voyager Reprise» (ремікс від Another Summer of Love)       | 4:57       |
| 6. | «Drinking Problem» (ремікс від Speculator)                  | 2:57       |